# Полет 6289 на „Еър Алжери“
Полет 6289 на „Еър Алжери“ е вътрешен пътнически полет от летище „Агуенар – Хадж Бей Ахамок”, Таманрасет, до летище „Хуари Бумедиен“, Алжир, с междинно кацане на Нумерат – летище „Муфди Закария“, Гардая, Алжир, управляван от „Еър Алжери“. На 6 март 2003 г. самолетът „Боинг 737-2T4“, който изпълнява полета, се разбива близо до международната сахарска магистрала малко след излитане от Таманрасет. Пътуващите в пилотската кабина, включително капитанът, първият офицер и главният помощник, загиват при удара. Останалите пътници са убити поради масивната експлозия, причинена от катастрофата. Единственият, който оцелява, е 28-годишният алжирски войник Юсеф Джилали. По време на инцидента това е най-смъртоносното авиационно бедствие на алжирска земя.
Разследването заключава, че грешка на екипажа причинява катастрофата след повреда на двигателя малко след излитане. Капитанът на полет 6289 поема управлението от първия офицер без адекватна идентификация на действителната аварийна ситуация. Тъй като екипажът на полета не може да разбере точната причина за аварията, не са предприети подходящи действия, които да коригират проблема. Скоростта драстично спада и самолетът се разбива в терена.
Властите се съгласяват да построят паметник на жертвите на катастрофата. По-късно е издигнат такъв близо до мястото на катастрофата. Проведени са и множество събития в памет на жертвите при инцидента. В отговор на катастрофата следователите издават препоръка към алжирското правителство да създаде независим разследващ орган за авиационни инциденти в страната. Тази препоръка обаче не е приета и в Алжир няма независима комисия за разследване на авиационни произшествия.